# Passadiço das Escarpas da Maceira

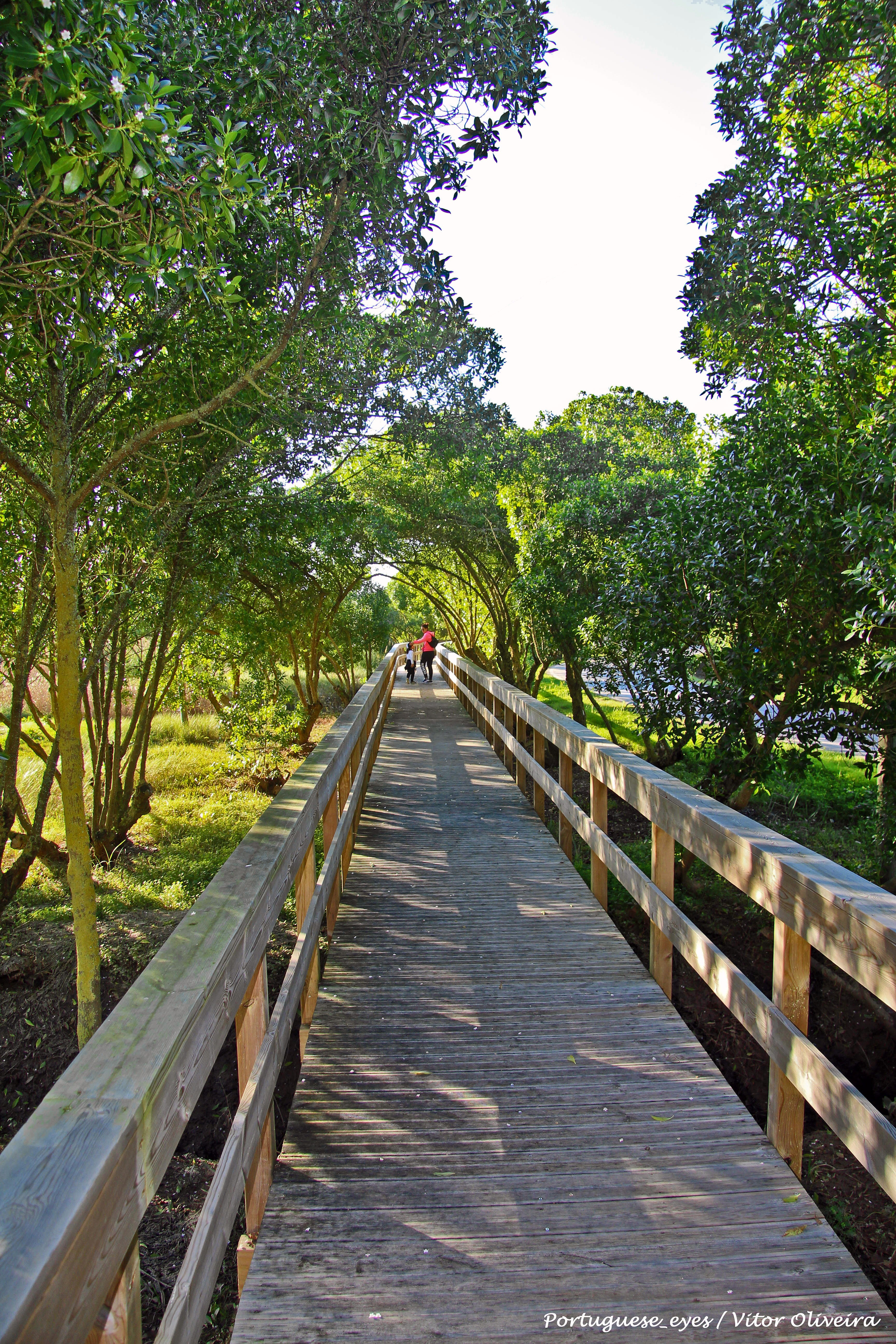
Passadiço das Escarpas da Maceira

## Passadiço das Escarpas da Maceira
Percurso com cerca de 1km inaugurado em julho de 2019 com o objetivo de ligar a praia de Porto Novo à Maceira, no Concelho de Torres Vedras.
Demora aproximadamente meia hora a percorrer e pode ser visitado em qualquer estação do ano com toda a segurança.
Ao longo do caminho encontram-se vários observatórios onde podemos apreciar:

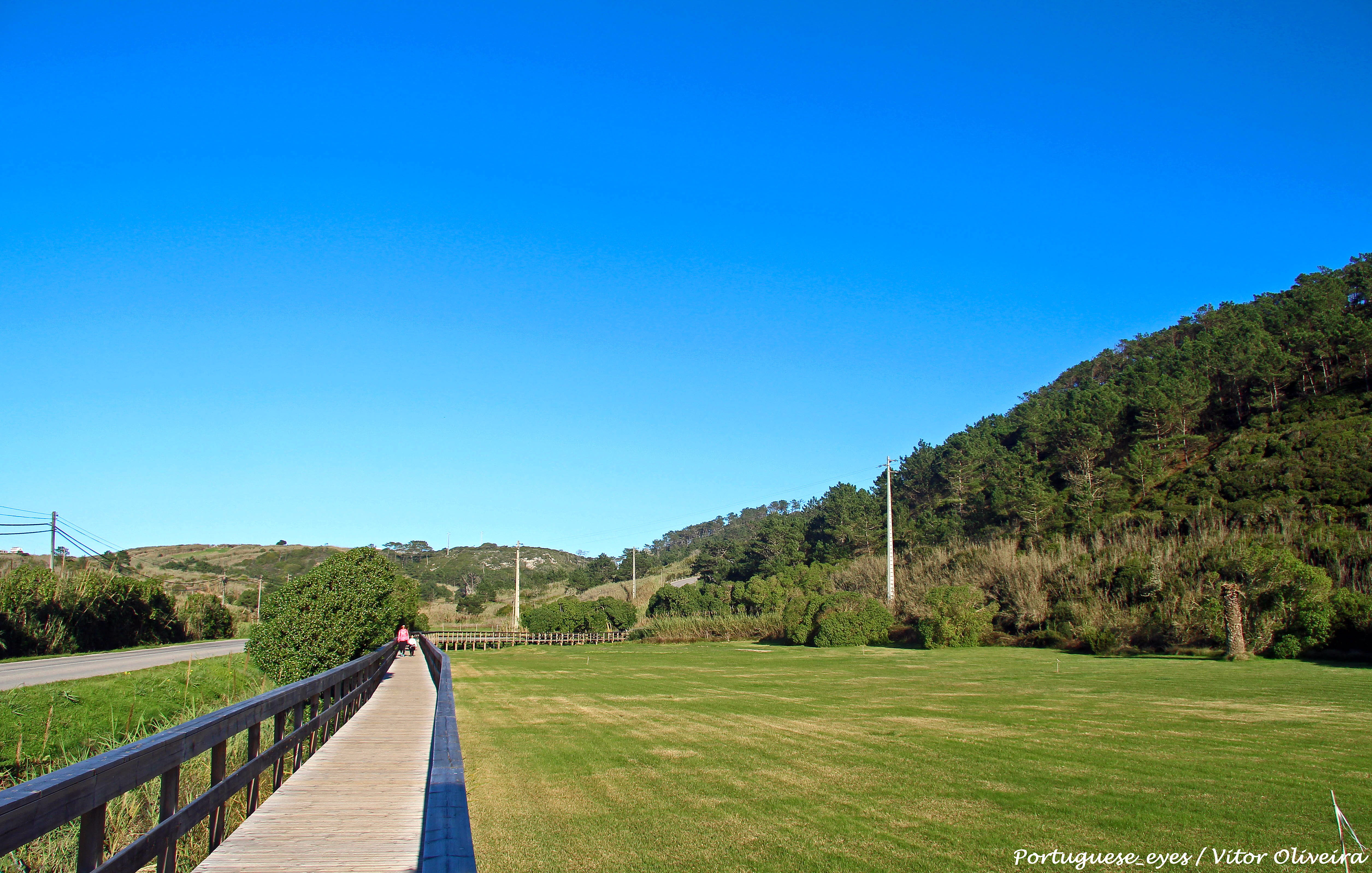

- As Escarpas calcárias da Maceira localizadas nas duas margens do rio Alcabrichel bastante frequentadas por praticantes de desportos de aventura. Escavadas na rocha do rio, uma de cada lado da margem, localizam-se as grutas da Maceira (Vimeiro) construídas na pré-história no ano 3000 a. C.;

- O rio Alcabrichel que nasce na Serra de Montejunto e desagua nas águas de Porto Novo, onde é possível encontrar várias espécies de vegetação típicas das zonas ribeirinhas como, por exemplo, o salgueiro-branco e o choupo-negro. De tempos a tempos, avista-se, também, o ruivaco-do-oeste, um peixe único no mundo, igualmente possível de encontrar no rio Sizandro;
- Porto-Novo, uma praia situada na foz do rio Alcabrichel e antigo porto piscatório, onde em 1808 desembarcaram tropas britânicas que vieram ajudar a combater os franceses na Batalha do Vimeiro, aquando da primeira invasão napoleónica.

Nas proximidades pode-se ainda visitar as termas do Vimeiro (Fonte dos Frades), as dunas da praia de Santa Rita, as ruínas do Convento de Penafirme destruídas pelo terramoto de 1755 e a praia de Santa Cruz 